# Calamus egregius
Calamus egregius är en enhjärtbladig växtart som beskrevs av Karl Ewald Maximilian Burret. Calamus egregius ingår i släktet Calamus och familjen Arecaceae. Inga underarter finns listade i Catalogue of Life.